# Новий Заган
Новий Заган (рос. Новый Заган) — село Мухоршибірського району, Бурятії Росії. Входить до складу Сільського поселення Новозаганського.
Населення — 1553 особи (2015 рік).